# Терки Крик (Луизијана)
Терки Крик (енгл. Turkey Creek) град је у америчкој савезној држави Луизијана.

## Демографија
По попису из 2010. године број становника је 441, што је 85 (23,9%) становника више него 2000. године.
| Група             | 2000.       | 2010.       |
| Белци             | 340 (95,5%) | 433 (98,2%) |
| Афроамериканци    | 5 (1,4%)    | 1 (0,2%)    |
| Азијати           | 1 (0,3%)    | 0 (0,0%)    |
| Хиспаноамериканци | 1 (0,3%)    | 3 (0,7%)    |
| Укупно            | 356         | 441         |